# 극장판 주술회전 0
《극장판 주술회전 0》(劇場版 呪術廻戦 0 게키조반 주주쓰카이센 제로[*])은 2021년 공개된 일본의 애니메이션 영화이다. IMAX로도 공개되었다.

## 출연
- 오가타 메구미 - 옷코츠 유타 역
- 하나자와 카나 - 오리모토 리카 역
- 고마츠 미카코 - 젠인 마키 역
- 우치야마 고키 - 이누마키 도게 역
- 세키 도모카즈 - 판다 역
- 나카무라 유이치 - 고죠 사토루 역
- 사쿠라이 타카히로 - 게토 스구루 역
- 이와타 미츠오 - 이치치 키요타카 역
- 쿠로다 타카야 - 야가 마사미치 역
- 야마데라 코이치 - 미겔 역
- 토쿠이 소라 -니타 아카리 역
- 이토 시즈카 - 스다 마나미 역
- 하야미 쇼 - 라루 역
- 마츠다 리사에 - 하사바 미미코 역
- 마츠다 사츠미 - 하사바 나나코 역
- 엔도 아야 - 레이리 쇼코 역
- 하야시 이사무
- 미츠이시 코토노 - 메이 메이 역
- 미키 신이치로 - 쿠사카베 아츠야 역
- 츠다 켄지로 - 나나미 켄토 역
- 키무라 스바루 - 토도 아오이 역
- 히노 사토시 - 카모 노리토시 역
- 쿠기야마 리에 - 니시미야 모모 역
- 이노우에 마리나 - 마이 젠인 역
- 아카사키 치나즈 - 미와 카스미 역
- 마츠오카 요시츠구 - 메카마루 얼티마테 역